# 피에르 들라동샹
피에르 들라동샹(프랑스어: Pierre Deladonchamps, 1978년 6월 1일 ~ )은 프랑스의 배우이다. 《호수의 이방인》(2013)으로 제39회 세자르상에서 신인남우상을 수상했다.
낭시에서 태어났다.

## 출연 작품
- 호수의 이방인 (2013) - 프랑크 역
- 만능감정사 Q - 모나리자의 눈동자 (2014, 万能鑑定士Q -モナ・リザの瞳)
- 어린시절 (2015, Une enfance)
- House of Time (2015)
- 이터너티 (2016, Éternité) - 샤를 역
- Le fils de Jean (2016)
- Nos patriotes (2017)
- Nos années folles (2017)
- 쏘리 엔젤 (2018)
- 리틀 티클스 (2018, Les Chatouilles)
- 포토 드 파미유 (2018, Photo de famille)
- 노트르담 (2019, Notre dame)
- 나쁜 놈 (2020, Vaurien)
- 에펠 (2021)
- 마담 클로드 (2021, Madame Claude)
- 더 시팅 덕 (2022, La Syndicaliste)